# Dennstaedtia cornuta
Dennstaedtia cornuta là một loài thực vật có mạch trong họ Dennstaedtiaceae. Loài này được (Kaulf.) Mett. miêu tả khoa học đầu tiên năm 1864.